# Ixophorus unisetus
Ixophorus unisetus är en gräsart som först beskrevs av Jan Svatopluk Presl, och fick sitt nu gällande namn av Diederich Franz Leonhard von Schlechtendal. Ixophorus unisetus ingår i släktet Ixophorus och familjen gräs. Inga underarter finns listade i Catalogue of Life.